# Зграда Соколског дома у Прокупљу
Зграда Соколског дома је објекат који се налази у Прокупљу. Саграђена је 1934. године и представља непокретно културно добро као споменик културе Србије.

## Опште информације
Соколски дом је саграђен у периоду од маја до октобра 1934. године, према пројекту архитекте Момира Коруновића (1883-1969), а после дугих припрема започетих 1930. године поклоном парцеле у центру вароши (Министарства војске и морнарице Топличком соколском друштву). Објекат је подужног типа, неправилне разуђене основе са приземљем и спратом. На регулационој линији је југоисточна страна зграде са истуреним широким средњим делом (реминисценција на доксат) забатно завршеним, са дубоким тремом пред главним улазом. Источну фасаду, окренуту према отвореном вежбалишту, Коруновић је извео репрезентативно, са асиметричним бочним ризалитима и централним делом са аркадама у приземљу и шест лучно завршених прозора на спрату, који осветљавају свечану салу – вежбаоницу.
Овај споменик културе значајан је због архитектонско-стилских карактеристика – као синтеза продора утицаја модернизма и традиционалних елемената балканске куће; као ауторско дело Момира Коруновића, најизразитијег представника романтизма у српској архитектури између два рата, архитекте јединственог градитељског израза, који је тежио ка стварању националног архитектонског стила; као и због основне намене објекта за физичко васпитање деце и омладине као императива здрављу нације.
Уписана је у регистар Завода за заштиту споменика културе Ниш 2001. године.